# Teufelsloch (Doline)

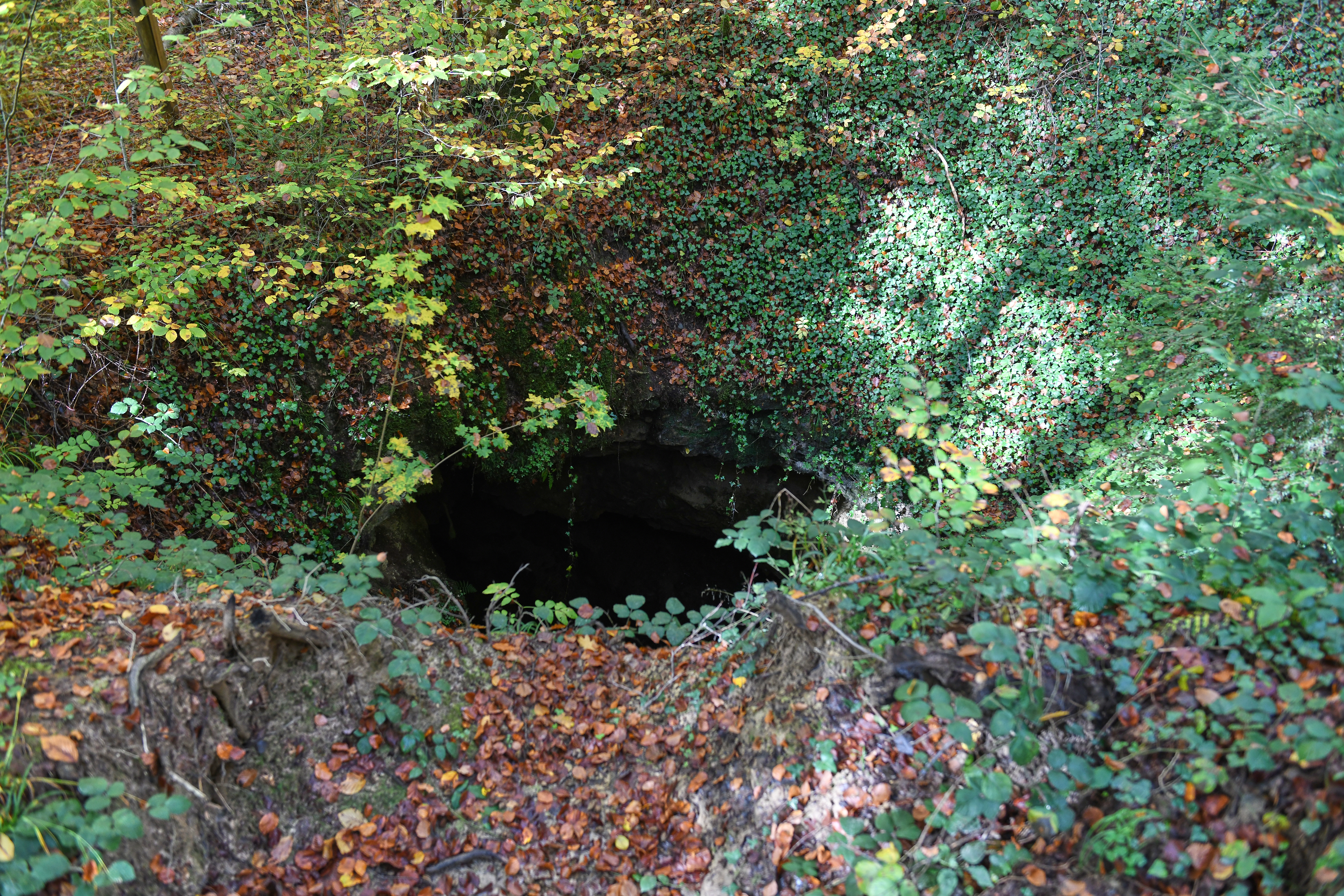
Teufelsloch bei Nordschwaben

Das Teufelsloch am Dinkelberg beim Ort Nordschwaben im Stadtgebiet von Rheinfelden (Baden) im baden-württembergischen Landkreis Lörrach ist eine rund 40 Meter tiefe Trichterdoline mit anschließender rund 100 Meter langer Fortsetzung.

## Beschreibung
Das Teufelsloch liegt im Bereich einer Unterkeuper-Dolinenzone im Waldgebiet Dornach. Der Eingangstrichter mündet in einen rund 20 Meter tiefen Schacht. Über ihn entwässert der umliegende Boden, was in rund 10 Metern Tiefe, am Übergang vom Trichter zum Schacht schon im Oberen Muschelkalk, zur Bildung eines markanten, breiten Stalaktiten geführt hat. Gänge unter der Doline sind 105 m weit und 75 m tief erforscht.

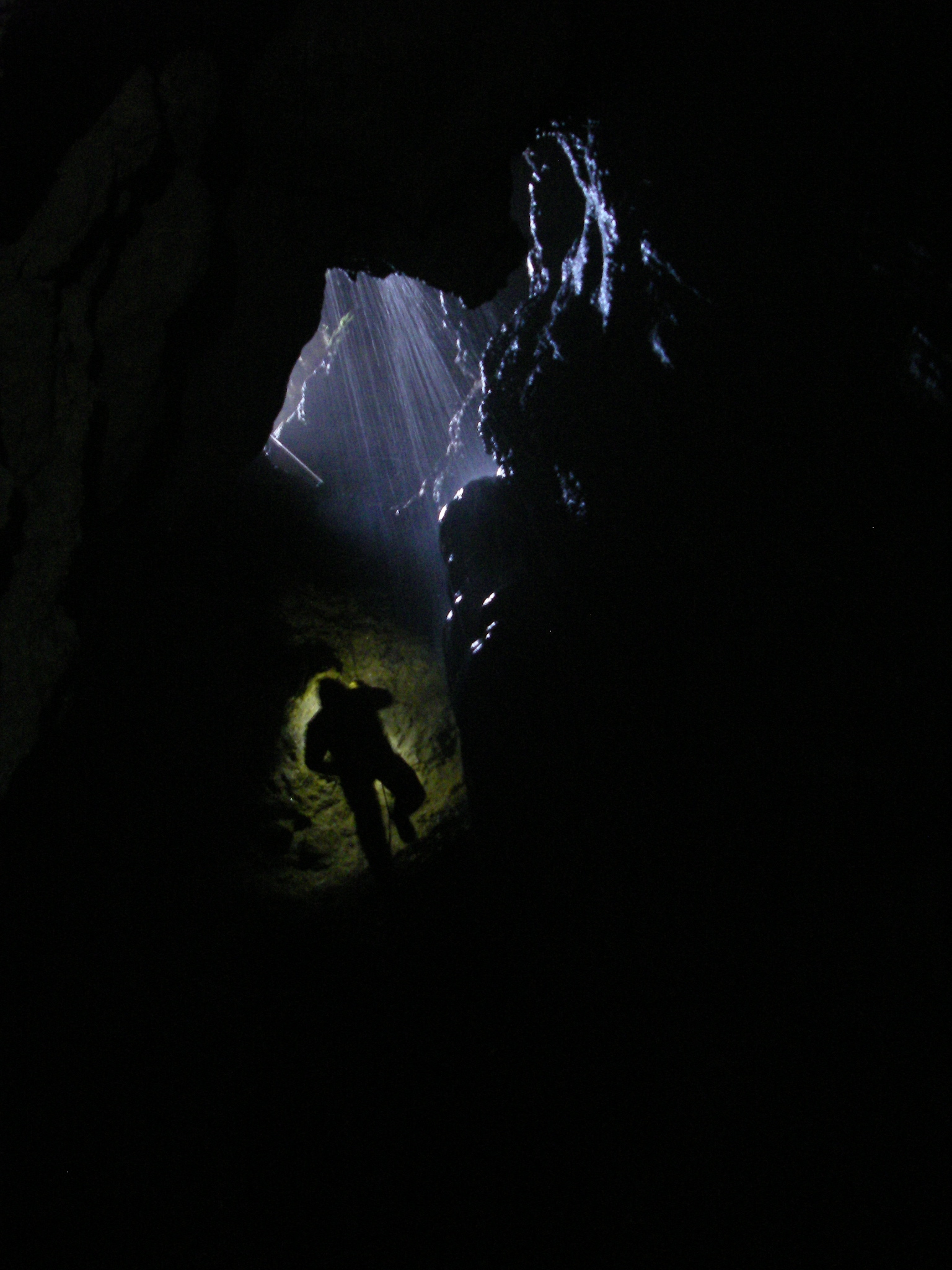
Teufelsloch, Blick nach oben vom Grund der Doline
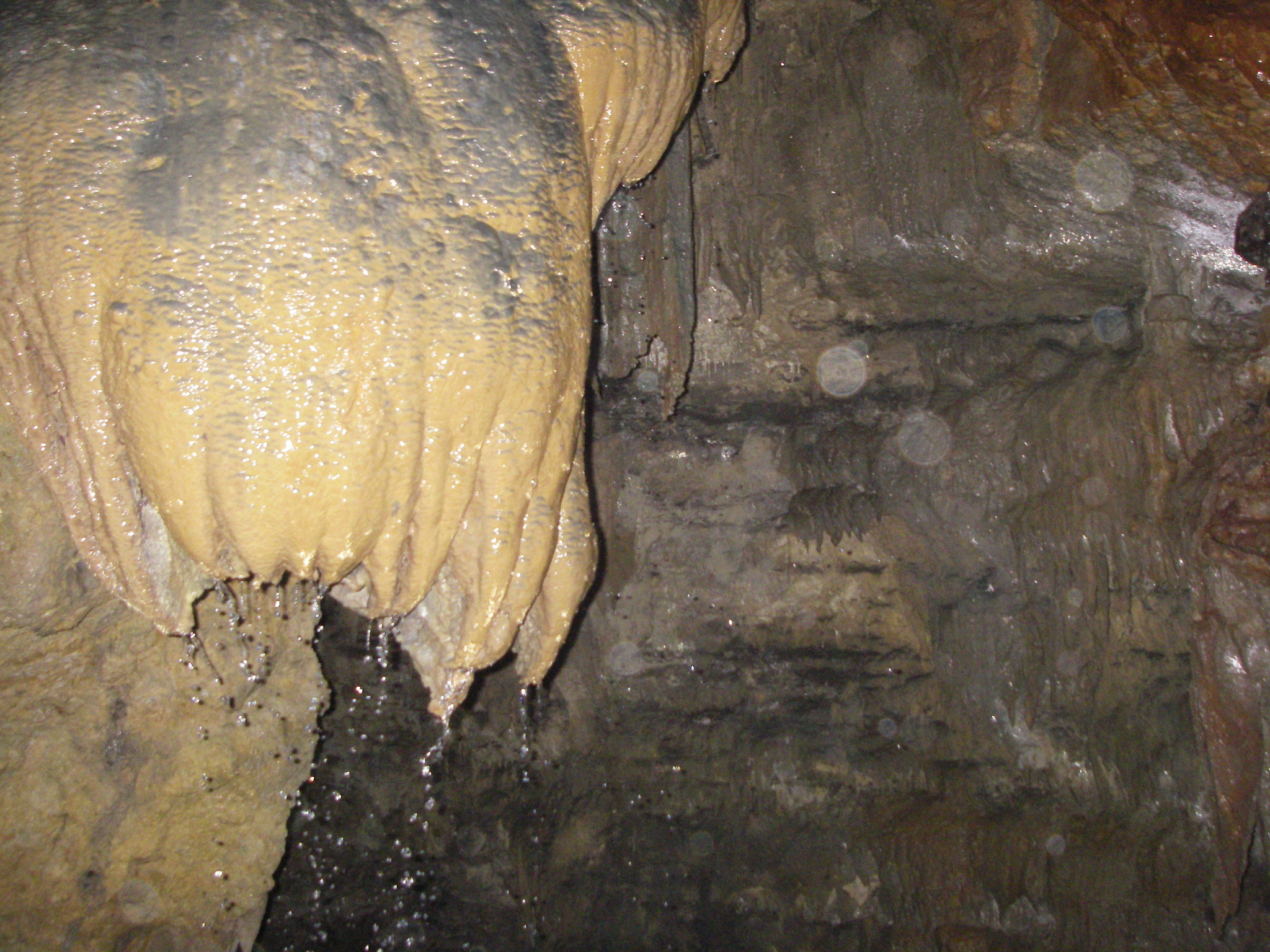
Stalaktit am Übergang vom Trichter in den senkrechten Teil

Koordinaten: 47° 36′ 20,1″ N, 7° 49′ 50,3″ O